# (873) Mechthild
(873) Mechthild est un astéroïde de la ceinture principale découvert le 21 mai 1917 par l'astronome allemand Max Wolf. Sa désignation provisoire était 1917 CA.